# Ultravox
Ultravox est un groupe britannique de musique new wave fondé en 1973 par John Foxx avec Chris Cross (de son vrai nom Christopher Allen) à la basse et Stevie Shears à la guitare, rejoints l'année suivante par Warren Cann à la batterie, ainsi que Billy Currie aux claviers et au violon. Le groupe s'appelle alors Tiger Lily puis change son nom pour Ultravox en 1976.
Inspirés par le glam rock et le punk, le groupe développe un son qui influencera la scène new wave, notamment Gary Numan. Avec l'arrivée de Midge Ure en 1979, en remplacement de John Foxx, Ultravox prend de l'ampleur et obtient plusieurs succès (comme Vienna, Hymn ou Dancing with Tears in My Eyes) jusqu'à sa séparation en 1988. Le groupe devient alors l'une des formations musicales emblématiques du mouvement des Nouveaux Romantiques.
Entre 1992 et 1996 Billy Currie relance Ultravox avec de tout nouveaux musiciens et enregistre deux albums studio mais sans succès.

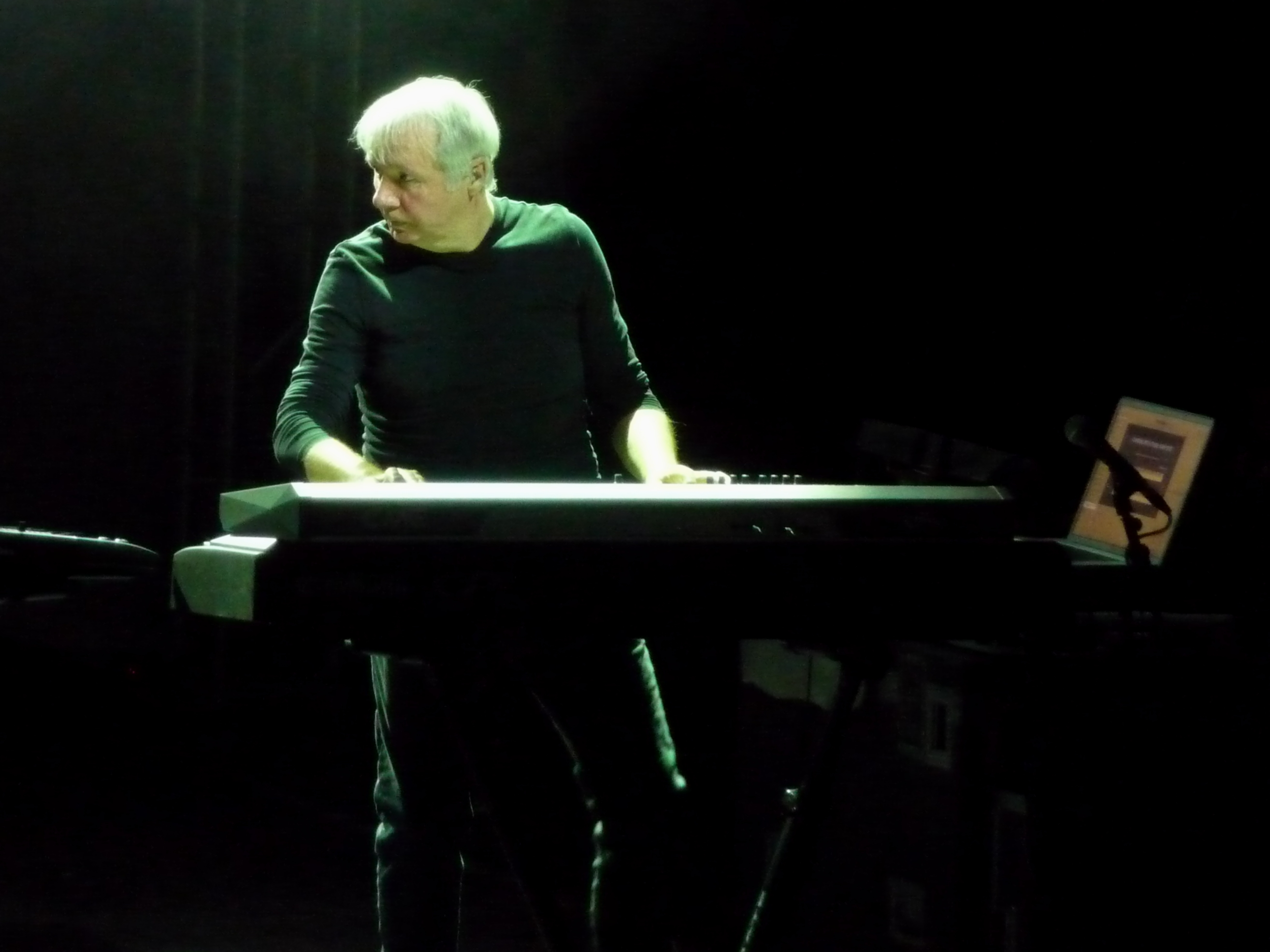
Billy Currie sur scène aux claviers et synthétiseurs à Berlin en 2012.

En 2008 Ultravox se reforme avec cette fois Midge Ure, Billy Currie, Chris Cross et Warren Cann. Après une tournée en 2009 et la publication d'un album live, le groupe sort un nouvel album studio en 2012.

## Membres

### Formation actuelle
- Midge Ure : guitare, chant, claviers (1979-1988, depuis 2008)
- Warren Cann : batterie, boîte à rythmes (1974-1986, depuis 2008)
- Billy Currie : claviers, violon (1974-1988, 1992-1996, depuis 2008)

### Anciens membres
- Chris Cross : basse, synthétiseur (1973-1988, 2008-2024)
- John Foxx : chant (1973-1979)
- Stevie Shears (en) : guitare (1973-1978)
- Robin Simon : guitare (1978-1979)
- Tony Fenelle : chant (1992-1994)
- Sam Blue : chant (1994-1996)
- Vinny Burns : guitare (1994-1996)
- Gary Williams : basse (1994-1996)
- Tony Holmes : batterie (1994-1996)

## Historique

### De Tiger Lily à Ultravox (1973-1979)
En 1973, Dennis Leigh (chanteur), Christopher Allen (bassiste) et Stevie Shears (guitariste) forment le groupe Tiger Lily, complété en 1974 par Warren Cann à la batterie, qui plus tard sera à l'origine de l'utilisation de la boîte à rythmes dans le groupe, et par Billy Currie aux claviers et au violon. Tiger Lily sort un single en 1975, Ain't Misbehavin, une reprise du pianiste de jazz Fats Waller. Le groupe change plusieurs fois de nom avant de se fixer sur Ultravox! en 1976 (le point d'exclamation est une référence au groupe allemand de Krautrock  Neu!). Changement de nom également pour Dennis Leigh qui prend le pseudonyme de John Foxx. Quant au bassiste Christopher Allen qui avait choisi comme nom de scène Christopher St. John, il se fait désormais appeler Chris Cross.
Après avoir signé chez Island Records, le quintet sort en 1977 ses deux premiers albums, Ultravox! et Ha!-Ha!-Ha! Le premier est produit par Brian Eno, Steve Lillywhite et le groupe lui-même, et évolue entre post punk et glam rock, le second, plus franchement punk, est coproduit par le groupe et Steve Lillywhite. En 1978, Stevie Shears est remplacé par Robin Simon et un troisième album, Systems of Romance, est publié, avec Conny Plank à la production et un son qui s'oriente davantage vers la new wave. À cette même époque, le point d'exclamation à la fin du nom du groupe disparaît totalement.
Les ventes de disques d'Ultravox ne décollent pas vraiment, et au début de l'année 1979, Island Records se sépare du groupe. De plus, des tensions apparaissent entre les musiciens, notamment entre Billy Currie et John Foxx ; ce dernier quitte ses acolytes pour se lancer dans une carrière solo. Le guitariste Robin Simon tire également sa révérence. De son côté, Billy Currie collabore avec Gary Numan et rejoint le projet de Steve Strange, Visage, où officie entre autres Midge Ure. Alors que Visage enregistre son premier album contenant le tube Fade to Grey et qui sortira l'année suivante, Billy Currie propose à Midge Ure de rejoindre Ultravox en tant que chanteur et guitariste.

### Ultravox avec Midge Ure (1979-1988)
L'arrivée de Midge Ure oriente le groupe vers des sonorités beaucoup plus synthétiques. Le succès commercial est au rendez-vous avec l'album Vienna publié en 1980 chez Chrysalis Records, avec de nouveau Conny Plank à la production. La chanson éponyme du disque, sortie en single, devient un tube et se classe à la 2e place des charts britanniques. Le groupe apporte un soin particulier à ses clips vidéos qui bénéficient d'une bonne diffusion. Le succès ne se dément pas en 1981 avec l'album Rage in Eden, toujours produit par Plank. En 1982 sort Quartet, produit cette fois par George Martin, suivi en 1983 par Monument: The Soundtrack, enregistré en public.
Parallèlement à leurs activités dans Ultravox, les quatre musiciens collaborent avec d'autres artistes. Midge Ure sort un premier single en solo dès 1982, No Regrets, et un autre en compagnie de Mick Karn, After a Fashion en 1983. Avec Billy Currie, il participe au second album de Visage, The Anvil (1982), et avec Chris Cross il compose la musique de The Bloodied Sword, album de spoken word de Maxwell Langdown (1983). Warren Cann travaille quant à lui avec Hans Zimmer au sein d'un projet musical nommé Helden.
En 1984, Ultravox produit lui-même l'album Lament qui contient le tube Dancing with Tears in My Eyes, et à la fin de l'année sort la compilation The Collection, sur laquelle figure l'inédit Love's Great Adventure, extrait en single et accompagné d'une vidéo inspirée par la série de films Indiana Jones. Fin 1984 sort aussi le single Do They Know It's Christmas? du Band Aid, coécrit par Midge Ure et Bob Geldof, et auquel le groupe participe. Ultravox sera également présent au Live Aid en 1985.
Après la sortie de The Gift, premier album en solo de Midge Ure en 1985, le groupe se réunit, sans Warren Cann parti vers d'autres horizons, pour enregistrer U-Vox, le nouvel album qui sort en 1986. C'est Mark Brzezicki, le batteur de Big Country, qui remplace Warren Cann sans toutefois devenir un membre à part entière du groupe.
En 1988, Midge Ure décide de se consacrer à sa carrière solo et Ultravox se sépare.

### Reformations (1992-1996 , 2008- aujourd'hui)
Billy Currie reforme Ultravox en 1992, tout d'abord sous la forme d'un duo avec un chanteur nommé Tony Fenelle, et enregistre l'album Revelation. Tony Fenelle est ensuite remplacé par un autre chanteur, Sam Blue, tandis que sont recrutés trois musiciens (Vinny Burns, Tony Holmes et Gary Williams) pour l'album studio Ingenuity et le live Future Picture, mais Ultravox ne retrouve pas le succès des années 1980. Après 1996, le groupe ne donne plus signe d'activité et semble dissous.
Ultravox réapparaît en novembre 2008 dans sa formation classique des années 1980, soit Midge Ure, Warren Cann, Billy Currie et Chris Cross, et entreprend une tournée (Return to Eden) en avril 2009 au Royaume-Uni, puis en Allemagne et en Belgique. Des éditions remasterisées des albums sortis entre 1980 et 1986 sont publiées, tandis qu'en 2010 sort Return to Eden : Live at The Roundhouse, disque enregistré en public lors de la tournée.
En 2011, après la parution d'un EP live, le groupe se lance dans l'enregistrement d'un nouvel album studio. Intitulé Brilliant, il sort le 28 mai 2012 chez EMI. Une tournée européenne suit en automne.

## Discographie

### Albums studio
- 1977 : Ultravox!
- 1977 : Ha!-Ha!-Ha!
- 1978 : Systems of Romance
- 1980 : Vienna
- 1981 : Rage in Eden
- 1982 : Quartet
- 1984 : Lament
- 1986 : U-Vox
- 1993 : Revelation
- 1994 : Ingenuity
- 2012 : Brilliant

### Albums live
- 1978 : Retro (EP 4 titres live)
- 1983 : Monument: The Soundtrack
- 1991 : BBC Radio 1 Live In Concert 1981
- 1995 : Future Picture
- 2010 : Return to Eden: Live at The Roundhouse
- 2011 : Moments From Eden (EP 4 titres live)
- 2021 : Live at The Rainbow 1977

### Compilations
- 1980 : Three Into One
- 1984 : The Collection
- 1993 : Slow Motion
- 1993 : Rare, Vol.1
- 1994 : Rare, Vol.2
- 1997 : Dancing with Tears in My Eyes
- 1998 : Extended Ultravox
- 1999 : The Island Years
- 2003 : The Best of Ultravox
- 2009 : The Very Best of Ultravox

### Singles
- 1975 : Ain't Misbehavin (sous le nom de Tiger Lily)
- 1977 : Dangerous Rhythm
- 1977 : Young Savage
- 1977 : RockWrok
- 1977 : Frozen Ones
- 1978 : Slow Motion
- 1978 : Quiet Men
- 1980 : Sleepwalk
- 1980 : Passing Strangers
- 1980 : New Europeans
- 1981 : Vienna
- 1981 : All Stood Still
- 1981 : The Thin Wall
- 1981 : The Voice
- 1982 : Reap the Wild Wind
- 1982 : Hymn
- 1983 : Visions in Blue
- 1983 : We Came to Dance
- 1984 : One Small Day
- 1984 : Dancing with Tears in My Eyes
- 1984 : Lament
- 1984 : Heart of the Country
- 1984 : Love's Great Adventure
- 1986 : Same Old Story
- 1986 : All Fall Down
- 1987 : All in One Day
- 1992 : Vienna 92
- 1993 : I Am Alive
- 1995 : There Goes a Beautiful World
- 2012 : Brilliant
- 2012 : Live